# Maria Pascual Alberich
Maria Pascual Alberich   (Barcelona, 1 de juliol de 1933 - Barcelona, 13 de desembre de 2011) fou una il·lustradora catalana, molt prolífica i popular. El seu fons personal format, per més de 2.000 dibuixos, es conserva a la Biblioteca de Catalunya.
Va iniciar la seva carrera a la fi dels anys 40, alternant editorials com Ameller (Los Mil y un cuentos, Princesita), Marte (Sam, Cuentos Mariposa) i Toray (Azucena, Cuentos de la Abuelita, Mis cuentos). A partir de 1955 va treballar gairebé en exclusiva per a l'editorial Toray, tant en les col·leccions anteriors com en d'altres de noves: Alicia (1955), Graciela (1956), Lindaflor (1958), Rosas Blancas (1958), Guendalina (1959), Susana (1959), Serenata (1959) i Cuentos Diadema (1960). A l'Editorial Bruguera va publicar un parell d'històries, Sissi (1957) i Cuentos de Andersen (1958), que són els números 38 i 57 de la sèrie Historias.
Posteriorment, va treballar a l'editorial Susaeta, que va recórrer al seu nom en col·leccions com Las muñecas de María Pascual i Muñecas recortables de María Pascual. No obstant això, la seva obra més important, la va realitzar amb el Grupo Océano: Cuentos infantils, La Biblia infantil, Fábulas, Las Mil y una noches, Aprenda inglés con María Pascual, Aprendo matemáticas, Mi primer diccionario, El sexo contado a los pequeños, etc. entre els més importants, que no van ser gaire coneguts entre nosaltres, ja que van ser destinats a l'Amèrica del Sud i diversos països d'Europa.
És enterrada al Cementiri de Montjuïc (agrupació segona, Via de Sant Josep, número 518).